# Helge Heynold
Helge Heynold (* 1949 in Bayreuth) ist ein deutscher Schauspieler, Regisseur, Hörfunkautor und Hörspielsprecher.

## Leben
Heynold studierte ab 1969 Schauspiel an der Staatlichen Hochschule für Musik und Theater in Hannover. Er war ab 1975 als Regisseur, Redakteur und Sprecher für das Hörfunkprogramm hr2-Kultur des Hessischen Rundfunks tätig. Als Sprecher arbeitete er auch für die ARD, den WDR, MDR und Deutschlandradio Kultur. Seit 1990 war Heynold als Trainer im Bereich der Audio-Kommunikation für die Hauptsender der öffentlich-rechtlichen Rundfunkanstalten und bei der Evangelischen Medienakademie tätig.
Ab 1989 war Heynold als Dozent für Medien-Kommunikation an der Fachhochschule Würzburg beschäftigt. Seit 2014 liest er freiberuflich Hörbücher. Zudem ist er in zahlreichen Videospielen zu hören.
Heynold lebt in Frankfurt am Main.

## Hörspiele (Auswahl)
Die ARD-Hörspieldatenbank enthält (Stand Februar 2022) 72 Datensätze, in denen er als Mitwirkender geführt wird, darunter 58 Einträge als Sprecher und sechs als Regisseur.
- 2011: Fredmund Malik: Was alle Manager brauchen: Das Standardmodell wirksamer Führung.
- 2015: Martin Wehrle: Sei einzig, nicht artig!
- 2016: Peter A. Levine: Sprache ohne Worte. Wie unser Körper Trauma verarbeitet und uns in die innere Balance zurückführt.
- 2016: Peter A. Levine: Trauma und Gedächtnis. Die Spuren unserer Erinnerung in Körper und Gehirn.
- 2016: Wilhelm Hauff: Das kalte Herz.
- 2017: David Eagleman: The Brain.
- 2017: Christoph Quarch und Gerald Hüther: Rettet das Spiel! Weil Leben mehr als nur Funktionieren ist.
- 2017: Martin Wehrle: Der Klügere denkt nach. Von der Kunst, auf die ruhige Art erfolgreich zu sein.
- 2018: Anthony Brandt und David Eagleman: Kreativität. Wie unser Denken die Welt immer wieder neu erschafft.
- 2018: Martin Wehrle: Noch so ein Arbeitstag und ich dreh durch! Was Mitarbeiter in den Wahnsinn treibt.
- 2019: Peter A. Levine: Vom Trauma befreien. Wie sie seelische und körperliche Blockaden lösen.
- 2019: Franz Ruppert: Liebe, Lust und Trauma. Auf dem Weg zur gesunden sexuellen Identität.
- 2019: Remo H. Largo: Kinderjahre. Die Individualität des Kindes als erzieherische Herausforderung.
- 2019: Remo H. Largo & Monika Czernin: Glückliche Scheidungskinder. Was Kinder nach der Trennung brauchen.
- 2019: Remo H. Largo & Monika Czernin: Jugendjahre. Kinder durch die Pubertät begleiten.
- 2019: Remo H. Largo: Babyjahre. Entwicklung und Erziehung in den ersten vier Jahren.
- 2019: Peter Liffler: Der Allergie-Code. Neurodermitis, Asthma und Allergien verstehen und überwinden.
- 2020: Jan Potocki: Die Handschriften von Saragossa.
- 2021: Constanze Spengler und Katja Gehrmann: Seepferdchen sind ausverkauft.
- 2021: Avi Loeb: Außerirdisch. Intelligentes Leben außerhalb unseres Planeten.
- 2021: Martin Wehrle: Den Netten beißen die Hunde.
- 2021: John M. Gottman: Die 7 Geheimnisse der glücklichen Ehe.

## Videospiele (Auswahl)
- 1996: Die Pandora Akte als Nilo Paglio
- 2001: Stronghold als Sir Longarm
- 2001: Max Payne als Frankie "The Bat" Niagra
- 2001: Gothic als Gorn, Thorus, Huno, Kharim, Aaron, Horatio, Wolf, Swiney, Gor Na Drak, Gor Na Bar
- 2001: Desperados: Wanted Dead or Alive als Sanchez
- 2002: Gothic II als Gorn u. a.
- 2003: Gothic II: Die Nacht des Raben als Thorus, Myxir, Alligator Jack, Senyan, Carlos, Fisk, Telbor
- 2004: Sacred als Baron Vladimir DeMordrey und Kommandant Romata
- 2004: Jak 3 als Kleiver und Krimzongarde
- 2006: Desperados 2: Cooper’s Revenge als Sanchez
- 2006: Gothic 3 als Gorn, Thorus u. a.
- 2006: Star Trek: Legacy
- 2006: Darkstar One
- 2008: Gothic 3: Götterdämmerung als Gorn und Thorus
- 2009: Risen als Domingo, Cutter, Rodriguez, Karlsen, Rupert
- 2010: Napoleon: Total War als Artillerie
- 2010: God of War III als Kronos
- 2010: Arcania als Gorn und Thorus
- 2010: Fallout: New Vegas als Doc Mitchell u. a.
- 2011: Arcania – Fall of Setarrif als Gorn und Thorus
- 2013: Beyond: Two Souls als McGrath
- 2015: Final Fantasy XV
- 2017: ELEX als Rüstschmied und Cutter
- 2020: Final Fantasy VII Remake als Präsident Shinra